# 伯萊什蒂鄉 (弗朗恰縣)
45°26′00″N 27°14′00″E / 45.4333°N 27.2333°E
伯萊什蒂鄉（羅馬尼亞語：Bălești）是羅馬尼亞的鄉份，位於該國東部，由弗朗恰縣負責管轄，面積40平方公里，海拔高度50米，2002年人口2,130，人口密度每平方公里54人。

## 友好城市
- 法國 圣莱奥纳尔-德诺布拉